# Lévay Szilveszter
Lévay Szilveszter (angolul Sylvester Levay, szerbül Силвестер Леваи, Silvester Levai) (Szabadka, Jugoszlávia (ma Szerbia), 1945. május 16. –) magyar származású, Németországban élő zeneszerző.

## Élete és pályafutása
15 évesen nyerte első zeneszerzői versenyét. 1972-től Münchenben Udo Jürgensszel és Katja Ebsteinnel dolgozott együtt és ekkor ismerte meg a szövegíró Michael Kunzét is. 1975-ben az általa írt Fly, Robin, Fly című, a német Silver Convention által énekelt dal Grammy-díjat nyert legjobb instrumentális R&B dal kategóriában. 1977 és 1980 között Elton John, a Silver Convention és mások számára szerzett zenét. 1980-tól számos nagy hollywoodi személyiség mellett dolgozott, mint például Michael Douglas, Charlie Sheen, George Lucas és mások. Tagja a National Academy of Recording Arts and Sciencesnek és az Academy of Television Arts & Sciences-nek. Több hangszeren is játszik, így zongorán, szaxofonon, klarinéton, fuvolán és orgonán. 1984–1986 között az Airwolf-sorozat zenéjét szerezte.
2010 októberében Lévay részt vett a koreai énekes Kim Dzsunszu Kim Junsu Musical Concert, Levay with Friends címmel Szöulban tartott koncertjén, és dalt is írt Kim számára Miss You So címmel.
1980 óta házas, feleségét Monikának hívják, egy lányuk (Alice) és egy fiuk (Sylvester, Jr.) van.

## Művei (válogatás)
Filmzenék
- Airwolf
- Fly, Robin, Fly
- Bambi
- Kobra (1986)
- Elit kommandó (1990)
- Menekülés (1990)
- Hideg, mint a kő (1991)
- Nagy durranás (1991)
- Medicopter 117

Musicalek
- Hexen, Hexen, musical
- Elisabeth, musical (1992, Bécsi Színház)
- Mozart!, musical (1999, Bécsi Színház)
- Rebecca – A Manderley-ház asszonya (musical) (2006, Raimundtheater, Bécs)
- Marie Antoinette, musical (2006, Imperial Garden Theater, Tokió, Japán)

## Fordítás
- Ez a szócikk részben vagy egészben  a   Sylvester Levay című angol Wikipédia-szócikk ezen változatának fordításán alapul.  Az eredeti cikk szerkesztőit annak laptörténete sorolja fel. Ez a jelzés csupán a megfogalmazás eredetét és a szerzői jogokat jelzi, nem szolgál a cikkben szereplő információk forrásmegjelöléseként.